# جيم لونغ (ملحن)
جيم لونغ (بالإنجليزية: Jim Long)‏ هو ملحن ومنتج أسطوانات أمريكي، ولد في 7 فبراير 1943 في ورسستر في الولايات المتحدة.